# Zebrias
Zebrias is een geslacht van straalvinnige vissen uit de familie van eigenlijke tongen (Soleidae). Het geslacht is voor het eerst wetenschappelijk beschreven in 1900 door Jordan & Snyder.

## Soorten
- Zebrias altipinnis (Alcock, 1890)
- Zebrias annandalei Talwar & Chakrapany, 1967
- Zebrias craticula (McCulloch, 1916)
- Zebrias captivus Randall, 1995
- Zebrias crossolepis Zheng & Chang, 1965
- Zebrias cancellatus (McCulloch, 1916)
- Zebrias fasciatus (Basilewsky, 1855)
- Zebrias keralensis Joglekar, 1976
- Zebrias lucapensis Seigel & Adamson, 1985
- Zebrias munroi (Whitley, 1966)
- Zebrias maculosus Oommen, 1977
- Zebrias penescalaris Gomon, 1987
- Zebrias quagga (Kaup, 1858)
- Zebrias regani (Gilchrist, 1906)
- Zebrias scalaris Gomon, 1987
- Zebrias synapturoides (Jenkins, 1910)
- Zebrias zebra (Bloch, 1787)
- Zebrias zebrinus (Temminck & Schlegel, 1846)